# Verde Doncella-Huesa-1
Verde Doncella-Huesa-1 es el nombre de una variedad cultivar de manzano (Malus domestica) Esta manzana está cultivada en la colección de germoplasma de manzanas del CSIC, también está cultivada en la colección de germoplasma de peral y manzano en la "Finca de Gimenells de la Estación Experimental de Lérida - IRTA". Esta manzana es originaria de la Comunidad autónoma de Aragón, procedente de un ejemplar localizado en el año 2000 en Huesa del Común, comarca de Cuencas Mineras Teruel.

## Sinónimos
- "Poma Verde Doncella-Huesa-1",[3]
- "Verde Doncella-Huesa-1 M036"
- "Manzana Verde Doncella-Huesa-1".[7]

## Historia
La manzana 'Verde Doncella-Huesa-1' es de origen desconocido, se la considera autóctona de la Comunidad autónoma de Aragón. Aparece en catálogos comerciales del siglo XIX (Huerta-Jardín de Bruil de Zaragoza, 1877).
'Verde Doncella-Huesa-1' es una variedad de manzana de Aragón, está catalogada con el número de accesión M036 en el Banco de germoplasma de peral y manzano de la Universidad de Lérida, que se encuentra integrado en la Red de Colecciones del Programa de Conservación y Utilización de los Recursos Fitogenéticos para la Alimentación y la Agricultura, del Plan Nacional de I+D+I.
'Verde Doncella-Huesa-1' está considerada con otras muchas de las entradas que se han incorporado al Banco de germoplasma en la "Finca de Gimenells de la Estación Experimental de Lérida - IRTA", provienen de ejemplares únicos, en algunos casos, actualmente desaparecidos, lo que ha permitido paliar la erosión genética que se está dando en estas especies frutales.
'Verde Doncella-Huesa-1' es una variedad que se cultiva para su conservación genética, para posibles usos y mejoras en cruces con otras variedades, para incrementar cualidades o intercambiarlas.

## Características
El manzano de la variedad 'Verde Doncella-Huesa-1' tiene un vigor medio de tipo ramificado, con porte muy erguido; ramos con pubescencia fuerte, de un grosor delgado, con longitud de entrenudos cortos, número de lenticelas medio, relación longitud/grosor de los entrenudos grande, tipo de ramos fructíferos lamburdas; época de inicio de floración temprana, yema fructífera de forma ovoide de una longitud corta, flor no abierta presenta color del botón floral rosa oscuro, flor de tamaño pequeño, pétalos con posición relativa de los bordes superpuestos, inflorescencia con número medio de flores medio, de forma medianamente cupuliforme, sépalos de color predominante verde, sépalos de longitud media, con los pétalos de longitud corta y anchura corta, siendo la relación longitud/anchura de los pétalos más largos que anchos, estilos con longitud en relación con los estambres de más cortos, estilos con punto de soldadura lejos de la base.
Las hojas tienen un porte erguido en relación con el ramo, limbo de longitud medio y de anchura medio, con una relación longitud/anchura pequeña, forma del borde ondulada, peciolo con longitud medio, forma del limbo cordiforme, aspecto de la superficie del haz medianamente brillante, pubescencia del envés media, plegamiento de la superficie ondulada, tamaño de la punta media, forma de la base aguda, estípulas con una forma filiformes, y ángulo del peciolo respecto al ramo mediano.
La variedad de manzana 'Verde Doncella-Huesa-1' tiene un fruto de tamaño y peso pequeño; forma globosa aplanada, relación longitud/anchura pequeña, lados (ausencia o presencia de lados marcados) débil, posición de la anchura máxima en el medio; piel con estado ceroso débil, pruina de la epidermis ausente o muy débil; con color de fondo amarillo verdoso, importancia del sobre color débil, sobre color de superficie rosa, siendo su intensidad mediano, reparto del color en la superficie sólo en placas continuas, acusando unas lenticelas pequeñas, y una sensibilidad al "russeting" (pardeamiento áspero superficial que presentan algunas variedades) en las caras laterales ausente o muy débil; pedúnculo con una longitud corto, y un grosor delgado, anchura de la cavidad peduncular media, profundidad de la cavidad pedúncular media, y con importancia del "russeting" en cavidad peduncular débil; coronamiento por encima del cáliz ausente o muy débil, anchura de la cav. calicina media, profundidad de la cav. calicina poco profunda, y con importancia del "russeting" en cavidad calicina ausente o muy débil; ojo pequeño, cerrado; longitud de sépalos media.
Carne de color blanca, con oscurecimiento de la carne al corte medio; textura media, dureza sensorial muy dura, con jugosidad jugoso; sabor muy bueno, valoración global malo; corazón con distinción de la línea media; eje abierto; lóculos carpelares parcialmente abiertos; porte del sépalo parcialmente extendido; semilla de longitud mediana, de anchura ancha, y de color marrón.
La manzana 'Verde Doncella-Huesa-1' tiene una época de maduración y recolección de fruto tardía, finales de otoño. Se usa como manzana de mesa fresca y para sidra.

## Calidad de fruto y prueba de cata
- Peso del fruto: Pequeño
- Calibre del fruto: Medio
- Longitud del fruto: Pequeña
- Índice de almidón: Medio
- Dureza medida de la carne: Media
- Índice refractométrico (IR): Medio
- Acidez titulable: Baja
- Jugosidad de la carne: Jugoso
- Textura de la carne: Media
- Dureza sensorial de la carne: Dura
- Dulzor: Fuerte
- Acidez: Débil
- Intensidad del sabor de la carne: Media
- Sabor: Muy bueno
- Valoración global del fruto: Bueno.[3]

## Características Agronómicas
- Afinidad del injerto (compatibilidad): Buena
- Facilidad de formación y poda: Alta
- Tipo de fructificación: Tipo II
- Precocidad varietal: Bastante precoz
- Vecería: Alta
- Productividad: Alta
- Necesidad de aclareo: Alta
- Escalonamiento de la maduración del fruto: Largo
- Sensibilidad a la caída en maduración: Media
- Aptitud para la conservación del fruto en árbol: Media
- Aptitud para la conservación del fruto en almacén o cámara: Media
- Sensibilidad al moteado: sin datos
- Sensibilidad al oídio: sin datos
- Sensibilidad a pulgón lanígero: sin datos.[3]